# Adour du Tourmalet
Pour les articles homonymes, voir Adour (homonymie).
L'Adour du Tourmalet ou Adour de Gripp est un ruisseau qui traverse le département des Hautes-Pyrénées et un affluent gauche de l'Adour dans le bassin versant de celui-ci.

## Hydronymie
Durant son cours, il prend également le nom d'Adour de Gripp en amont du barrage de Castillon du Tourmalet.

## Géographie
D'une longueur de 14,6 kilomètres, il prend sa source sur la commune de Bagnères-de-Bigorre (Hautes-Pyrénées), au nord de La Mongie, à l'altitude de 1 900 mètres.
Il alimente le barrage de Castillon du Tourmalet et coule du sud-ouest vers le nord-est et se jette dans l'Adour à Campan, à 400 mètres au nord de Sainte-Marie-de-Campan, à l'altitude de 800 mètres.

### Communes et département traversés
Dans le seul département des Hautes-Pyrénées, l'Adour du Tourmalet traverse deux communes et un canton : dans le sens amont vers aval : Bagnères-de-Bigorre (source) et Campan (confluence).
Soit en termes de cantons, l'Adour du Tourmalet coule dans le canton de la Haute-Bigorre.

## Affluents

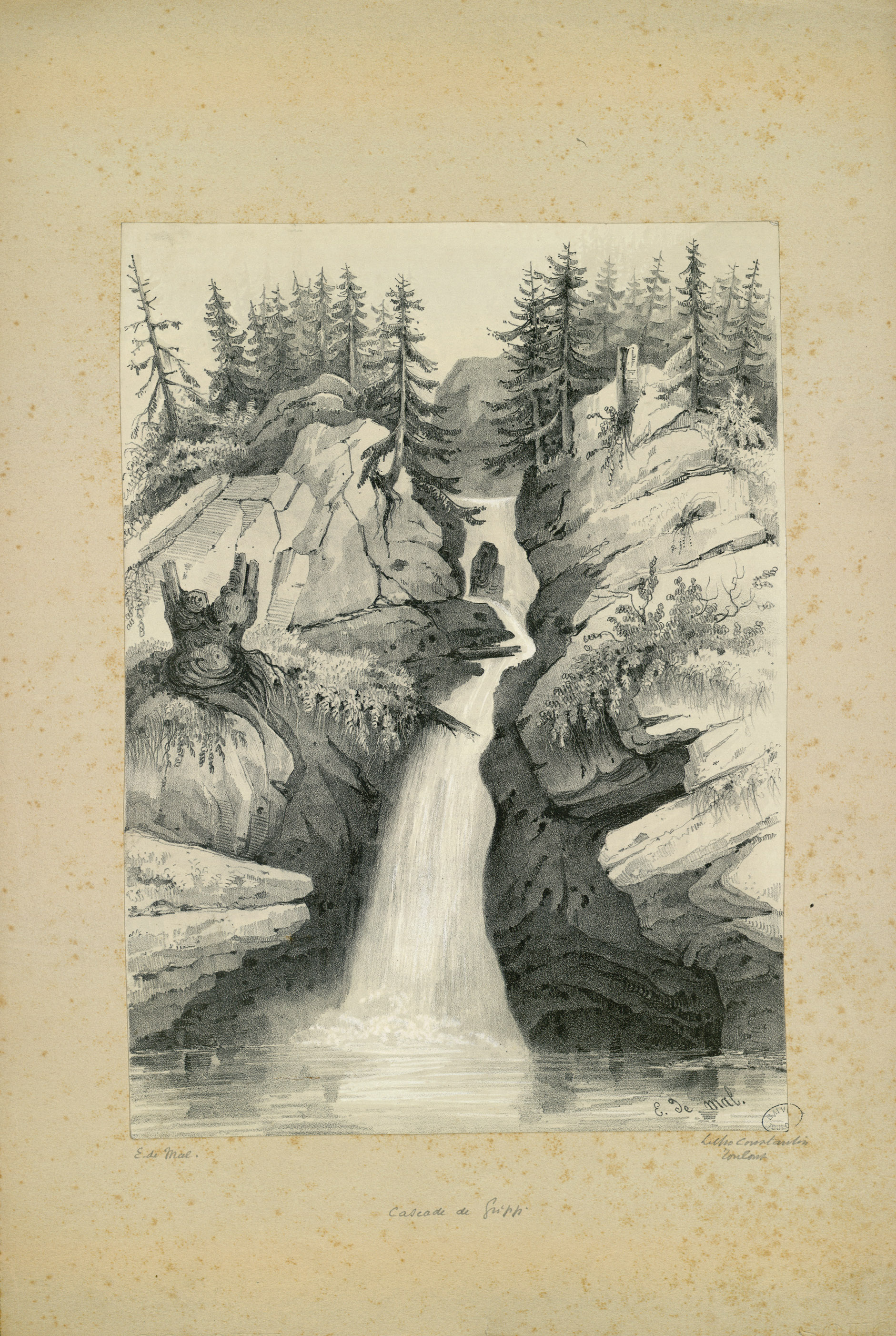
Cascade de Gripp,
dessin d'Eugène de Malbos, 1840.

L'Adour du Tourmalet a deux affluents référencés qui coulent tous deux sur Bagnères-de-Bigorre et Campan :
- (G) Ruisseau d'Arizes, 5,3 km ;
- (D) Ruisseau le Garet, 7,4 km.

Géoportail référence trois autres affluents :
- (D) Ruisseau de Canabère Grande au pied du pic de Pène Blanque ;
- (G) Ruisseau de Picharotte qui conflue à 1 180 mètres ;
- (G) Ruisseau Goutil de Thou, qui conflue 100 mètres plus bas, près de la fontaine du Bagnet.

(D) rive droite ; (G) rive gauche.